# Tetrapolis (Kefalonia)
Die Tetrapolis („Vierstadt“) war ein Städtebündnis in der Antike auf Kefalonia. Es bestand aus den Städten Pale, Krane, Same und Pronnoi. Während die ersten zwei im 16. Jahrhundert zugunsten der neuen Städte Lixouri und Argostoli  aufgegeben wurden, existieren die anderen zwei bis heute.

## Geschichte
Das Städtebündnis teilte die Insel Kefalonia in vier etwa gleich große republikanische Stadtstaaten. Thukydides und Pausanias erwähnen sie in ihren Werken. In Herodots Darstellung der Perserkriege wird nur Pale erwähnt, das auch als einziger Stadtstaat der Tetrapolis nicht dem Attischen Seebund angehörte. Während der Römerkriege waren die Städte untereinander verfeindet und wurden schließlich von Marcus Fulvius in Besitz genommen. Die nominelle Freiheit der Tetrapolis blieb weiter gewahrt, sie wurde ein beliebter Zufluchtsort römischer Exilanten. Später wurde die Tetrapolis der Provinz Epirus unterstellt, bis sie Hadrian schließlich Athen schenkte. 
Die Bedeutung der Tetrapolis schwand, zumal weitere Orte auf der Insel Kefalonia entstanden.